# 宮崎沙織
宮崎沙織（みやざき さおり）は、日本のサイクルフィギュア女子シングル選手である。長崎県出身、東京輪球会所属。

## 競技成績
2002年
アジア室内自転車競技選手権 - 6位
2003年
全日本室内自転車競技選手権 - 2位
2004年
アジア室内自転車競技選手権 - 3位
全日本室内自転車競技選手権 - 2位
2005年
全日本室内自転車競技選手権 - 2位
2006年
世界室内自転車競技選手権 - 25位
全日本室内自転車競技選手権 - 2位
2007年
世界室内自転車競技選手権 - 24位
全日本室内自転車競技選手権 - 2位

## 関連活動
月刊誌『New Cycling（ニューサイクリング）』（エヌシー企画）に記事を執筆している。
- 宮崎沙織「どいちゅらんどdeさいくりんぐ」（『New Cycling』2005年10月号）
- 宮崎沙織「サイクルフィギュアの軌跡」(1) - (12)（『New Cycling』2005年11月号～2006年10月号連載）
- 宮崎沙織「憧れのグランドキャニオン・ツーリング」前後編（『New Cycling』2006年11月号、同12月号）